# 세바스테의 40명의 순교자
사망 : 320년 세바스테(현재 튀르키예의 시바스)
순교 : 리키니우스 황제 치하
성인 : 가톨릭, 동방정교
축일 : 3월 9일

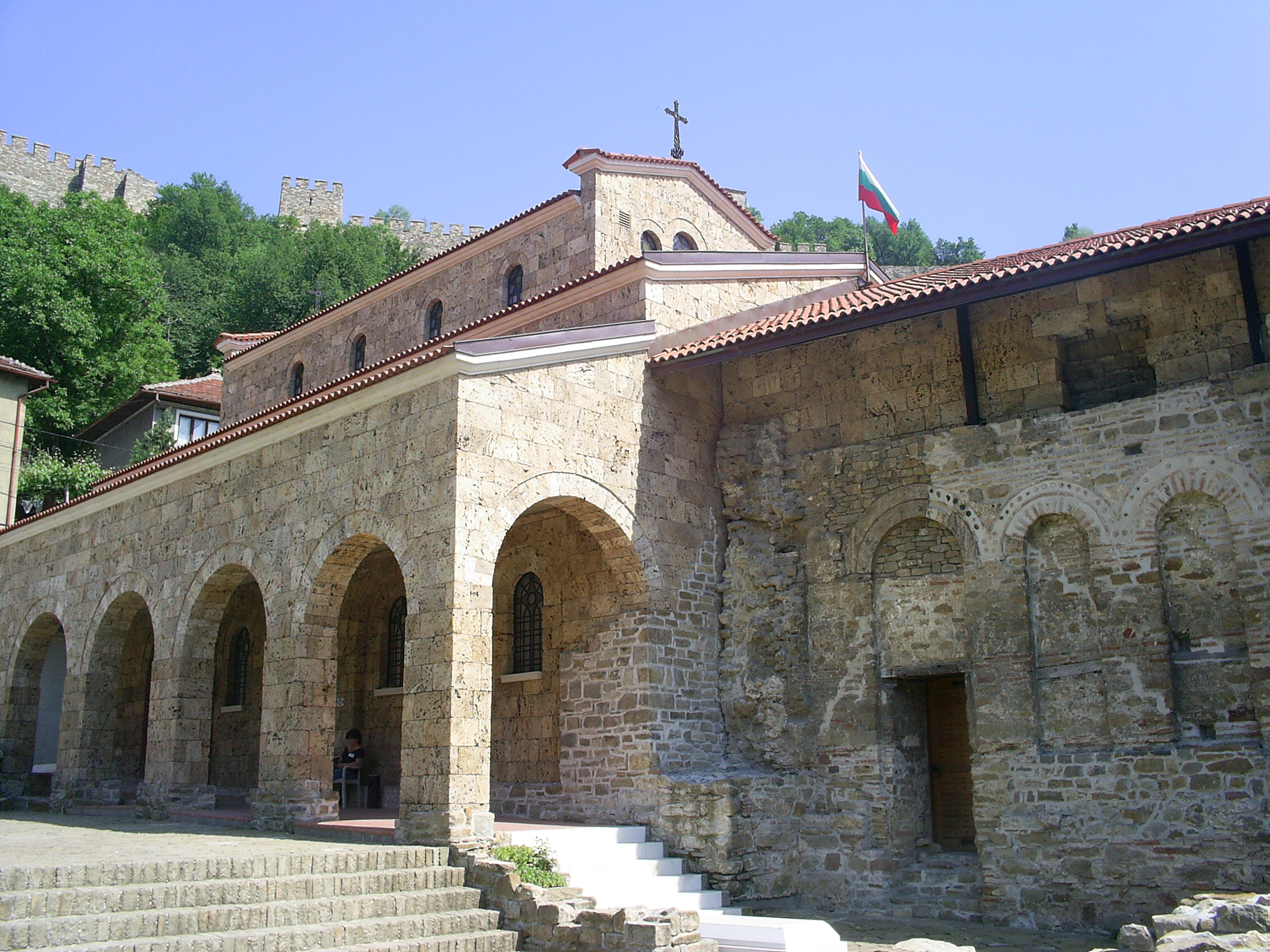
40인 순교자 성당, 벨리코 타르노보, 13세기

세바스테의 40인 순교자 또는 성스러운 40인 ( 고대 / Katharevousa 그리스어 Ἅγιοι Τεσσαράκοντα ; Demotic : Άγιοι Σαράντα )은 로마 제국의 풀미나타 제12군단의 군인들로, 그리스도교 신자가 되었기 때문에 서기 320년에 순교한 것으로 기록되어 있다.
그들은 소 아르메니아에 있는 세바스테 시(현재 튀르키예의 시바스) 근처에서, 316년 이후 동방 그리스도인들을 박해했던 리키니우스 황제 치하에서 순교했다. 그들의 순교에 대한 최초의 기록은 카이사레아의 바실리오 주교(370~379)가 그들의 축일에 강론에서 전한 것이다. 따라서 40인 순교자 축일은 바실리오 주교 이전에 이미 있었으며, 바실리오 주교는 그들이 죽은 지 50~60년 후에 그들을 기렸던 것이다.

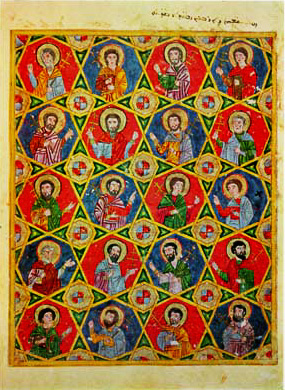
시리아 복음 성구집의 채색삽화, c. 1220년 모술 근처에서 제작. 아랍-몽골의 영향을 받음

바실리오 주교에 따르면, 40명의 로마군인들이 자신들을 그리스도인이라고 밝혔기 때문에 주지사로부터 몹시 추운 밤 세바스테 근처의 얼어붙은 연못 에 알몸으로 던져져 얼어 죽는 형을 받았다. 로마의 관리들은 로마의 병력을 잃지 않기 위해서 40명의 로마군인들에게 배교하면 얼음물에서 꺼내 따뜻한 물에 넣어 주겠다고 회유했다. 그러자 40명 가운데 한 사람이 얼음물의 고통을 참지 못하고 뛰쳐나왔다. 그는 차가운 호수에 빠진 동료들을 떠나 따뜻한 물로 들어갔다. 하지만 그 배교자는 따뜻한 물에 들어가자 급격한 온도 차이로 충격을 받아 즉시 사망했고 말았다. 아글라이우스(Aglaius)라는 경비병이 순교자들을 감시하도록 배정되었는데, 그는 초자연적인 빛이 나머지 39명의 군인들 위로 비추는 것을 목격했다. 이러한 일들에 크게 감명받은 그는 즉시 자신이 그리스도인이라고 선언하고 옷을 벗고 차가운 호수에 뛰어들어 나머지 39명과 합류했다. 그리하여 40명의 수가 온전하게 남게 되었다. 새벽이 되자 아직 생명의 흔적이 남아 있던 40명의 경직된 시체가 불태워졌고 그 재는 강에 던져졌다. 그러나 그리스도인은 귀중한 재를 모았고 그 유물은 여러 도시에 전해졌다. 이렇게 하여 40명의 순교자들에 대한 공경이 널리 퍼졌고, 그들을 기리기 위해 수많은 성당이 세워졌다.

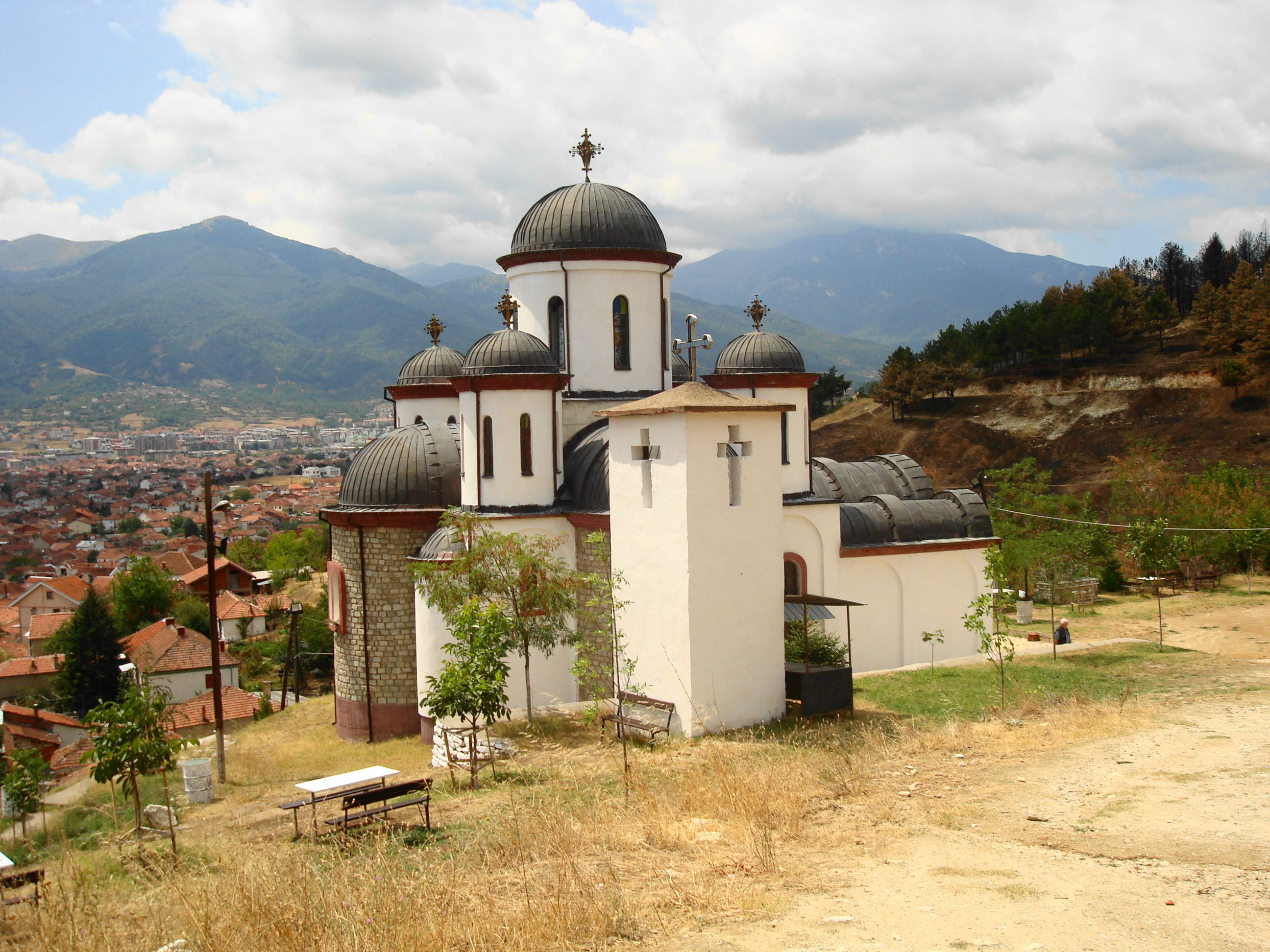
북마케도니아 비톨라에 있는 세바스테 순교자 40명의 정교회 성당.

동방정교회 메나이온 에는 40명의 순교자의 이름이 다음과 같이 기재되어 있다.
- 헤시키우스, 멜리톤, 헤라클리우스, 스마라그두스, 돔누스, 에우노이쿠스, 발렌스, 비비아누스, 클라우디우스, 프리스쿠스, 테오둘루스, 유티키우스, 요한, 크산티아스, 헬리아누스, 시시니우스, 키리온, 앙기우스, 아이티우스, 플라비우스, 아카키우스, 에크디티우스, 리시마코스, 알렉산더, 엘리아스, 칸디도스, 테오필루스, 도메티아누스, 가이우스, 고르고니우스, 유티케스, 아타나시우스, 키릴, 사케르돈, 니콜라스, 발레리우스, 필록티몬, 세베리안, 추디온, 아글라이우스.[3]

Antonio Borrelli에 따르면 그들의 이름은 다음과 같다.
- 아이티우스, 유티키우스, 키리우스, 테오필루스, 시시니우스, 스마라그두스, 칸디도스, 아기아, 가이우스, 쿠디오, 헤라클리우스, 요한, 필로테몬, 고르고니우스, 키릴루스, 세베리아누스, 테오둘루스, 니칼루스, 플라비우스, 크산티우스, 발레리우스, 아이시키우스, 에우노이코스, 도미티아누스, 돔니누스, 헬리아누스, 레온티우스(테옥티스투스), 발렌스, 아카키우스, 알렉산데르, 비크라티우스 (비비아누스), 프리스쿠스, 사체르도스, 엑디키우스, 아타나시우스, 리시마쿠스, 클리우디우스, 일레, 멜리토 및 에우티쿠스 (아글라이우스).

1. ↑  Homilies xix in P.G., XXXI, 507 sqq.
2. ↑  “Martyr Acacius of the Holy 40 Martyrs of Sebaste”. 《oca.org》.
3. ↑  (Slavonic) http://puhtitsa.ee/library/liturgical_texts/menaion/Daily_Menaion/07_March/mar09.pdf